# Tuje žrtve rusko-ukrajinske vojne
Brez ruskih, severno korejskih in ukrajinskih vojaških žrtev je bilo med vojno ubitih najmanj 1.558–1.931 borcev, tujih državljanov ali oseb, rojenih v tujini. Do januarja 2023 je bilo v bojih na Ukrajinski strani ranjenih še 1000 ljudi. 
1. ↑  Garcia, Catherine (18. januar 2023). »Ukraine's volunteer foreign fighters include many vets who struggled with civilian life«. The Week.